# Таунли, Уильям
Уильям (Билли) Таунли (англ. William "Billy" Townley; 14 февраля 1866, Блэкберн, Ланкашир — 30 мая 1950, Блэкпул, Ланкашир) — английский футболист и футбольный тренер. Играл в таких командах, как «Блэкберн Роверс» и «Манчестер Сити», тренировал такие команды, как «Бавария» (Мюнхен), «Гройтер». Автор первого хет-трика в истории финалов Кубка Англии по футболу. Основным наследием Таунли является первопроходчество в качестве тренера-англичанина в Германии, а также большое количество клубов, находившихся под его наставничеством.

## Достижения

### В качестве игрока
«Блэкберн Роверс»
- Кубок Англии по футболу (2): 1890, 1891